# Vasaloppsspåret (naturreservat, Älvdalens kommun)
Vasaloppsspåret är ett naturreservat som omfattar delsträckan för Vasaloppet i Älvdalens kommun i Dalarnas län. För delen i Malung-Sälens kommun finns reservatet Vasaloppsspåret (naturreservat, Malung-Sälens kommun), och för delen i Mora kommun Vasaloppsspåret (naturreservat, Mora kommun). 
Området är naturskyddat sedan 1993 och är 35 hektar stort. Reservatet består av byar, myrmark och skogsmark.